# 浴槽

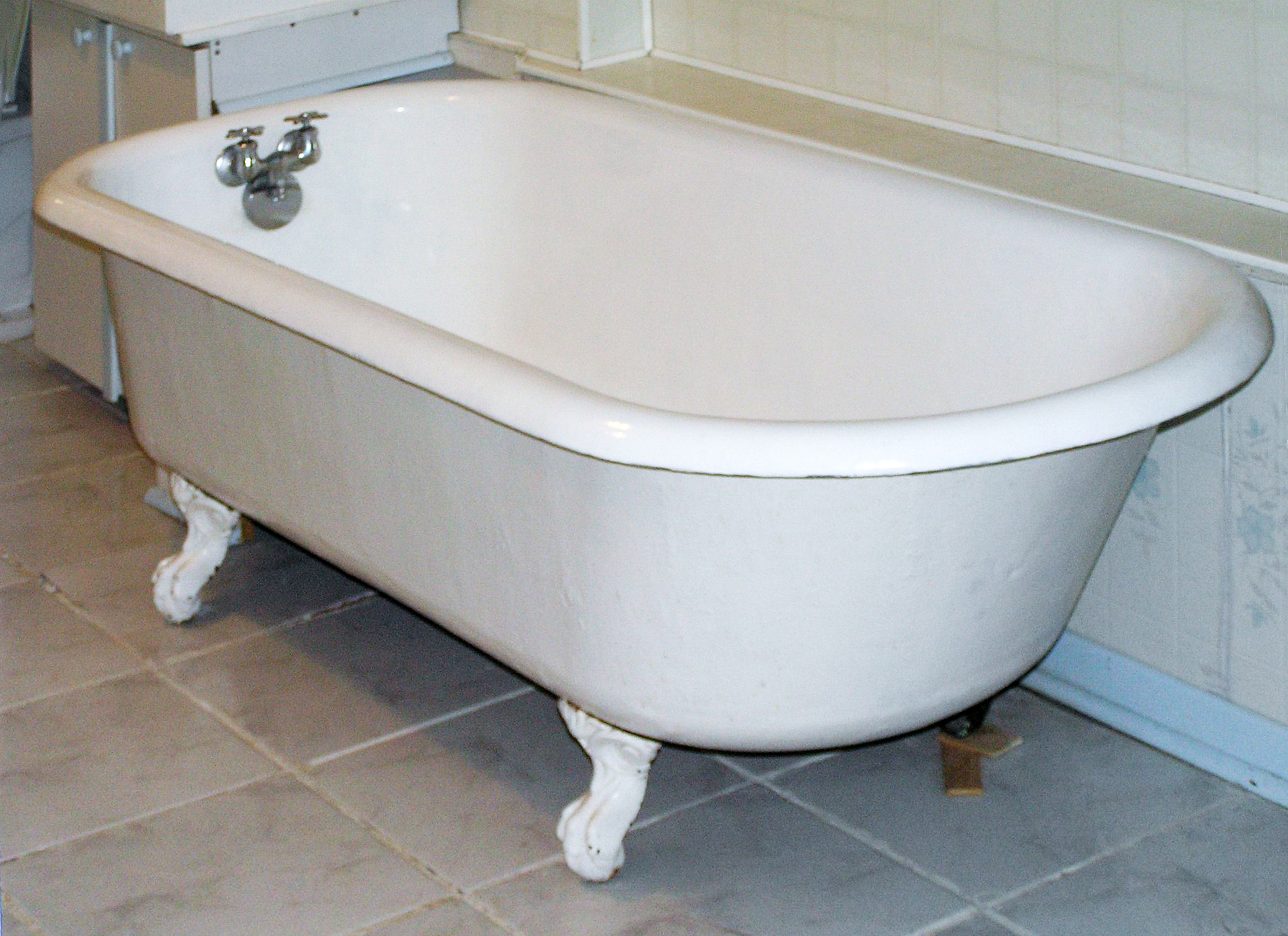
猫足の付いた磁器製の浴槽は19世紀のヨーロッパで人気を博した

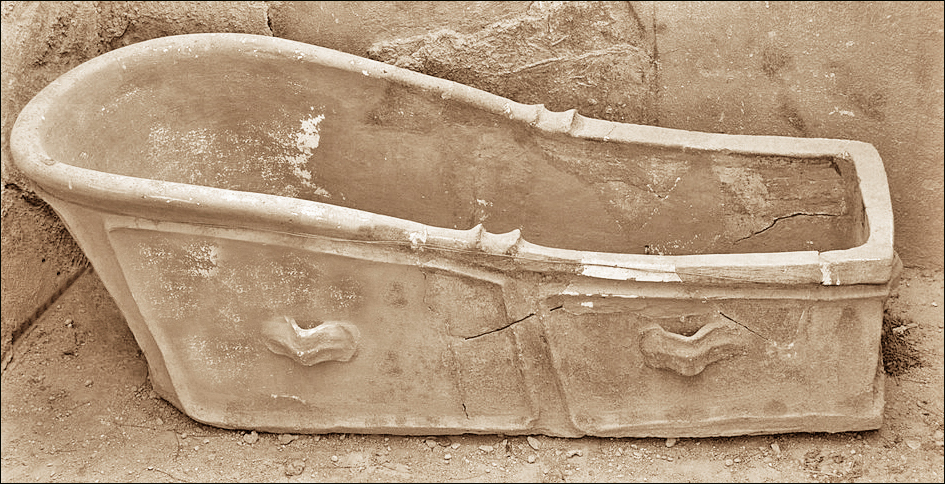
紀元前2千年頃のクノッソスの女王の浴槽

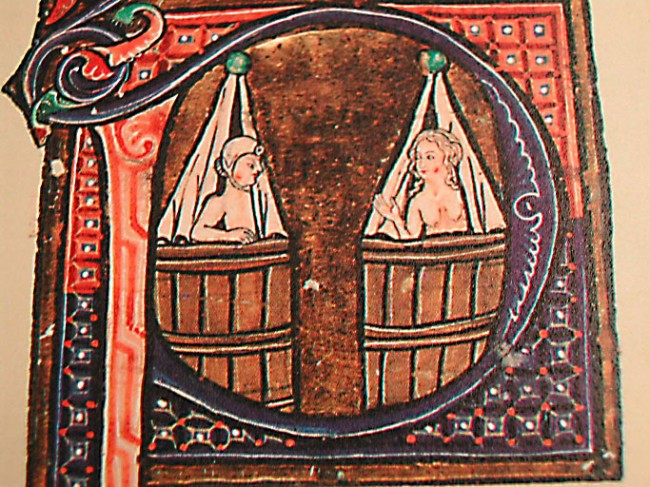
中世の浴槽

浴槽（よくそう）または湯船（ゆぶね）、バスタブ（英語: bathtub）とは、家財の一種。中に水か湯を入れ、人間や動物が入浴する際に用いる。
かつては磁器で作られた浴槽も多かったが、現在では熱成型アクリルやホーロー鋼板、ガラス繊維強化ポリエステル、鋳鉄ホーロー製がほとんどを占める。大抵は浴室内に独立した固定家具として設置されるか、シャワーとともに置かれる。

## 概説
現代の浴槽には排水管と排水溝、さらに蛇口が取り付けられているものも存在する。浴槽の形状は長らく長方形が主流だったが、熱成型アクリルの出現により多様な形にも対応できるようになった。色は白であることが多いが、様々な色合いのものも見ることが出来る。鋳鉄ホーローによる浴槽は、スコットランド生まれのアメリカ人であるデイヴィッド・ダンバー・ビュイックが確立した。
浴槽の種類は、東西で大きく2種類に分かれる。西洋の浴槽は入浴者が横たわれるように、浅く長く作られるものが多い。一方で東洋の浴槽は入浴者が座れるように、深く短く作られるものが多い。東洋式の浴槽は日本の風呂（en:Furo）が有名である。

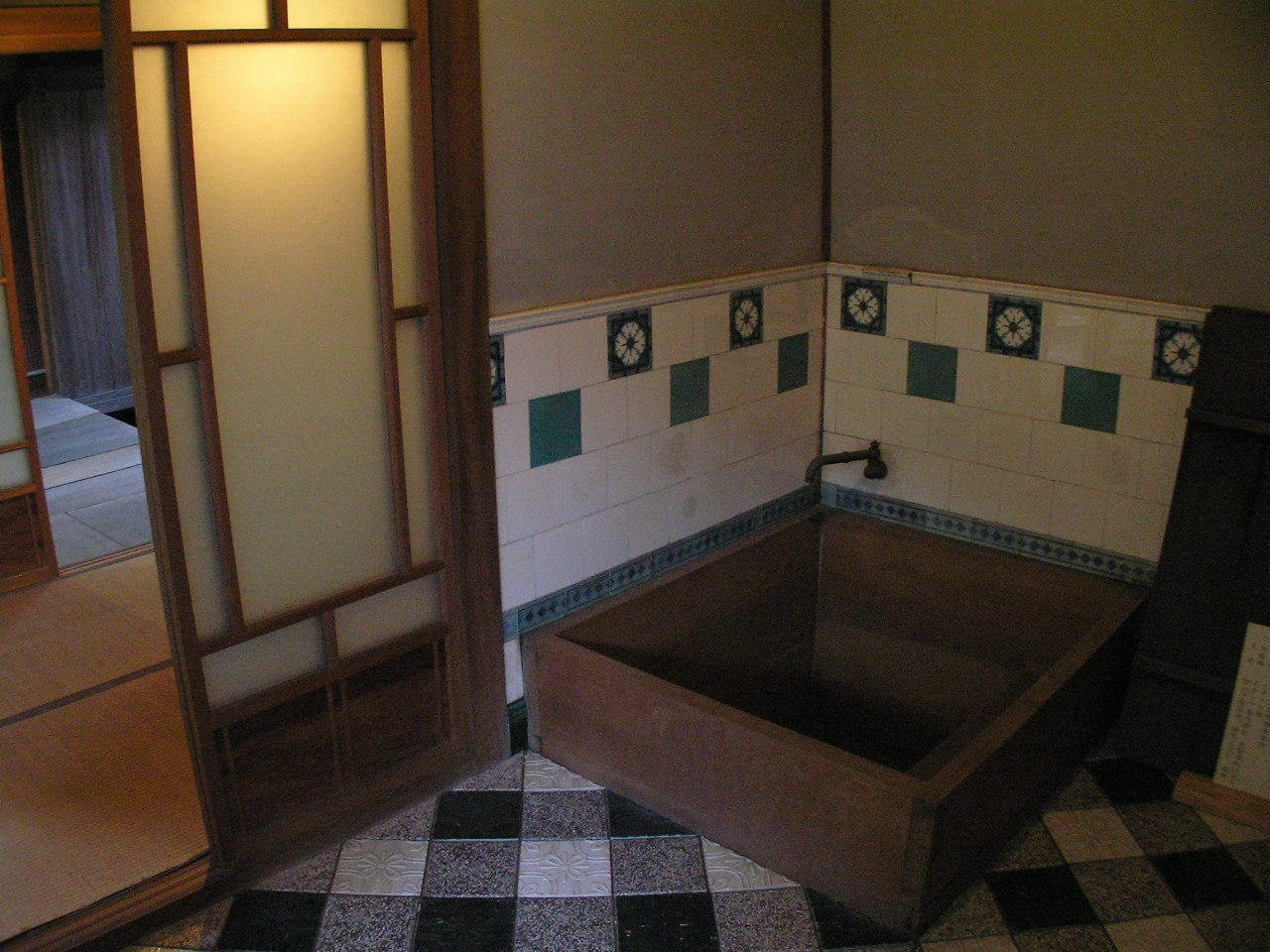
大正期の高野槙の浴槽（1918年に建てられた旧来住家住宅に置かれ、海外から輸入されたタイルやカランが使用されるなど贅を凝らした造り。

## 歴史

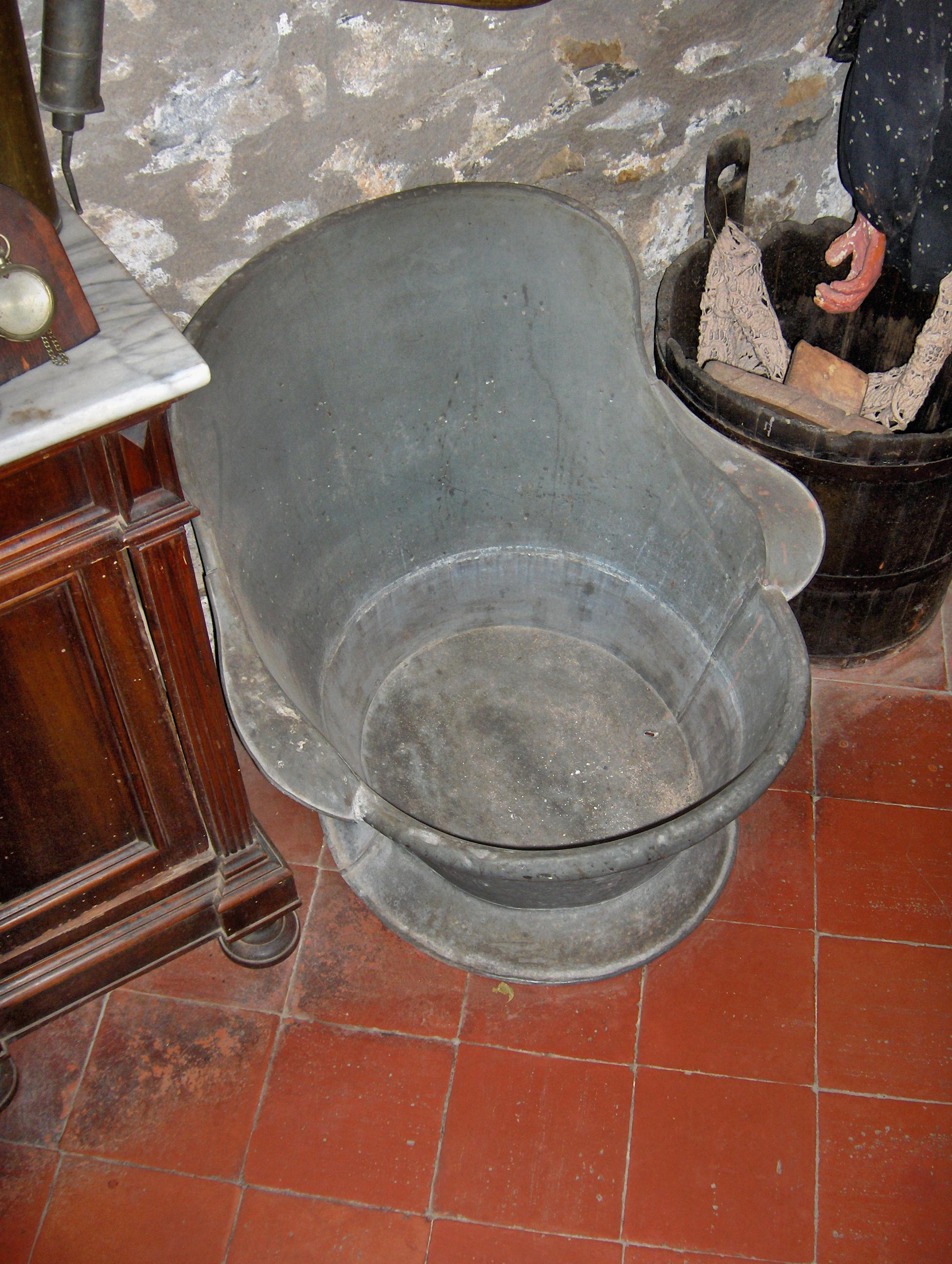
19世紀イタリアの伝統的な浴槽

現存する最も古い浴槽は、クレタ島で発見された1.5-メートル (5 ft)の台座からなる陶器製のものである。
19世紀には猫足の付いた浴槽が人気を博した。18世紀のホラントで誕生した玉と足を模した飾りから発展したが、元々は中国の宝玉をもった龍の影響を受けたものである。このデザインはイングランドに伝播し、こうした浴槽を用いた入浴は貴族の間で流行した。イングランドにおける初期のバスタブは鋳鉄製か、剥がれやすい塗料の塗られた錫や銅製のものが多かった。
1880年代、スコットランド出身の発明家デイヴィッド・ダンバー・ビュイックは、デトロイトの家具会社で働いていたときに鋳鉄にホーローを結合する技術を確立した。彼の勤めていた会社は、コーラー社やJ・L・モット・アイアン・ワークス社などとともに鋳鉄ホーロー製の浴槽を売り出した。彼が確立した鋳鉄ホーローの製法は現在でもほぼ同様に用いられている。コーラー社は、贅沢で凝った作りの足が付いている浴槽を「4本の足が付いた浴槽としても使える馬槽/豚煮沸器」として宣伝していた。馬槽として使える点は、浴槽以上に重要なマーケティングポイントとして考えられていた。
20世紀後半に差し掛かると、かつて人気のあった猫足浴槽から、前面にエプロンを装着した内蔵式の浴槽へ移り変わっていった。固定された浴槽はメンテナンスが手軽であり、様々な色の浴槽が出現したことで居住者に対しても多くの生活設計を提供できるようになった。1928年に初めて色のついた浴槽がアメリカの市場で登場したが、以来徐々に新たなスタイルの浴槽が広まり、現在では猫足浴槽はほぼ見られなくなった。

## 浴槽の種類

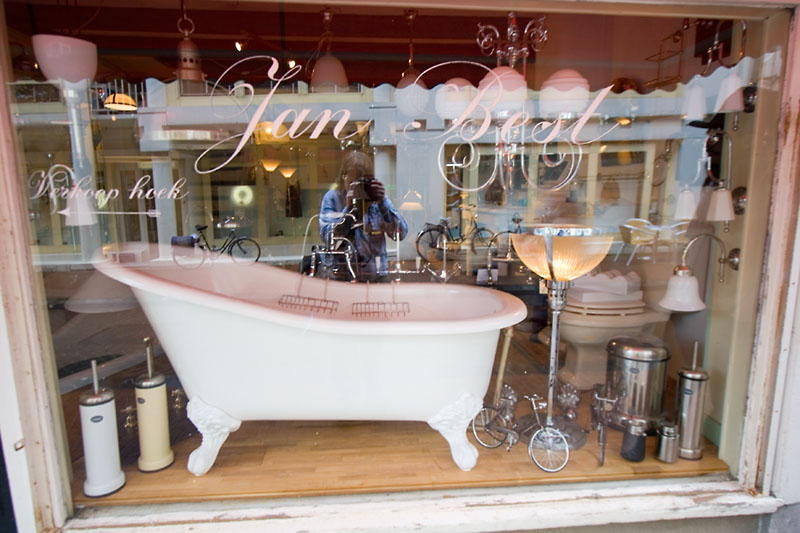
スリッパ

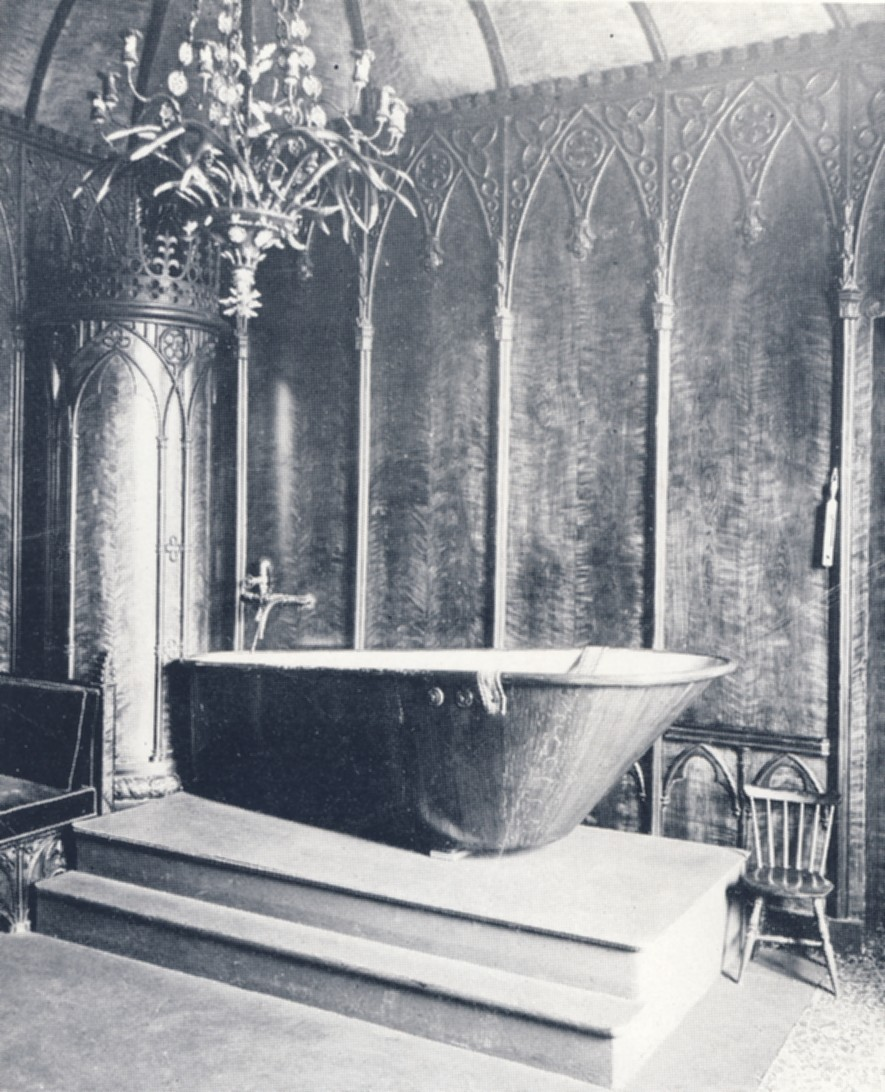
台座の付いた浴槽

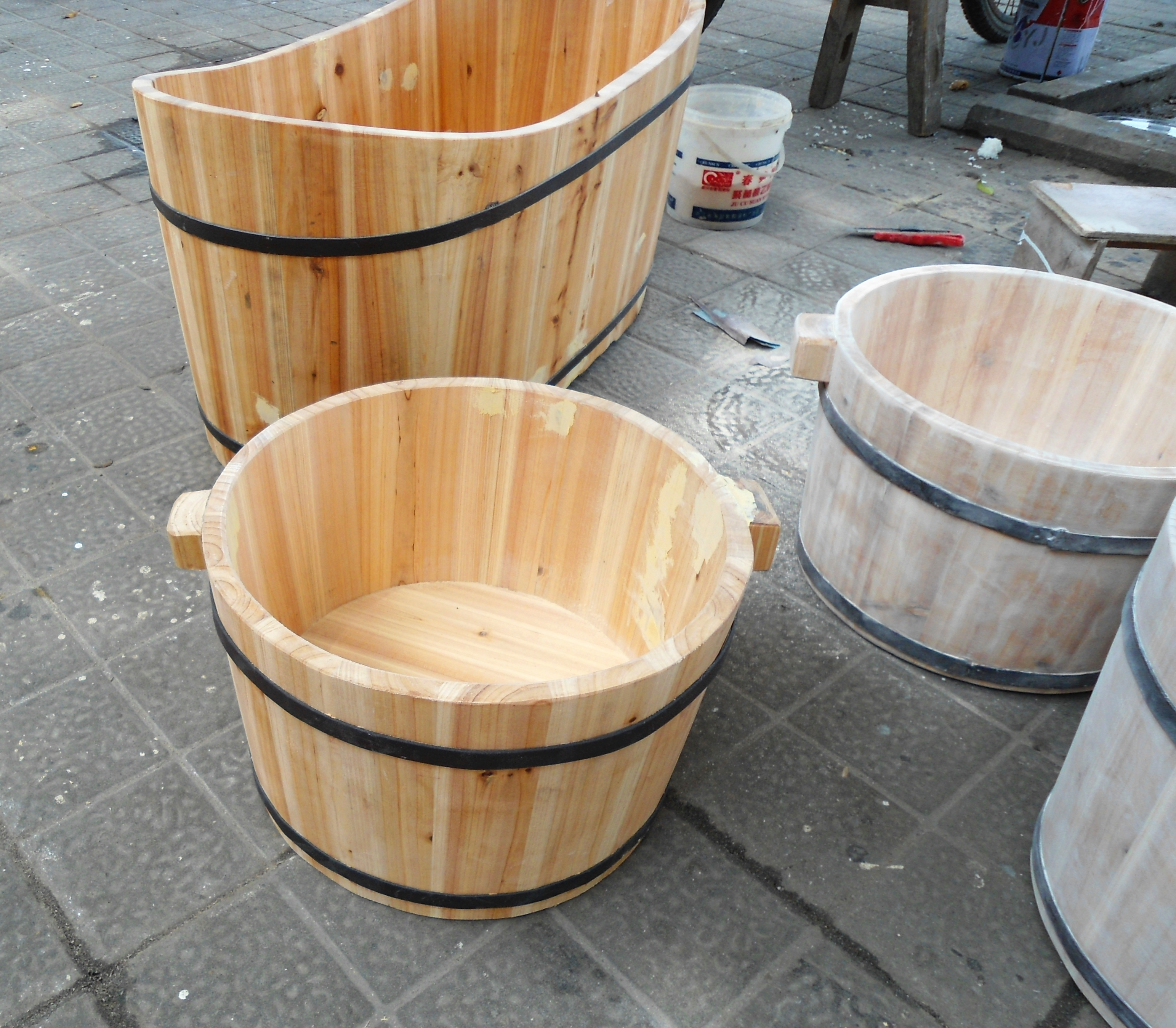
木製の乳幼児、幼児用浴槽

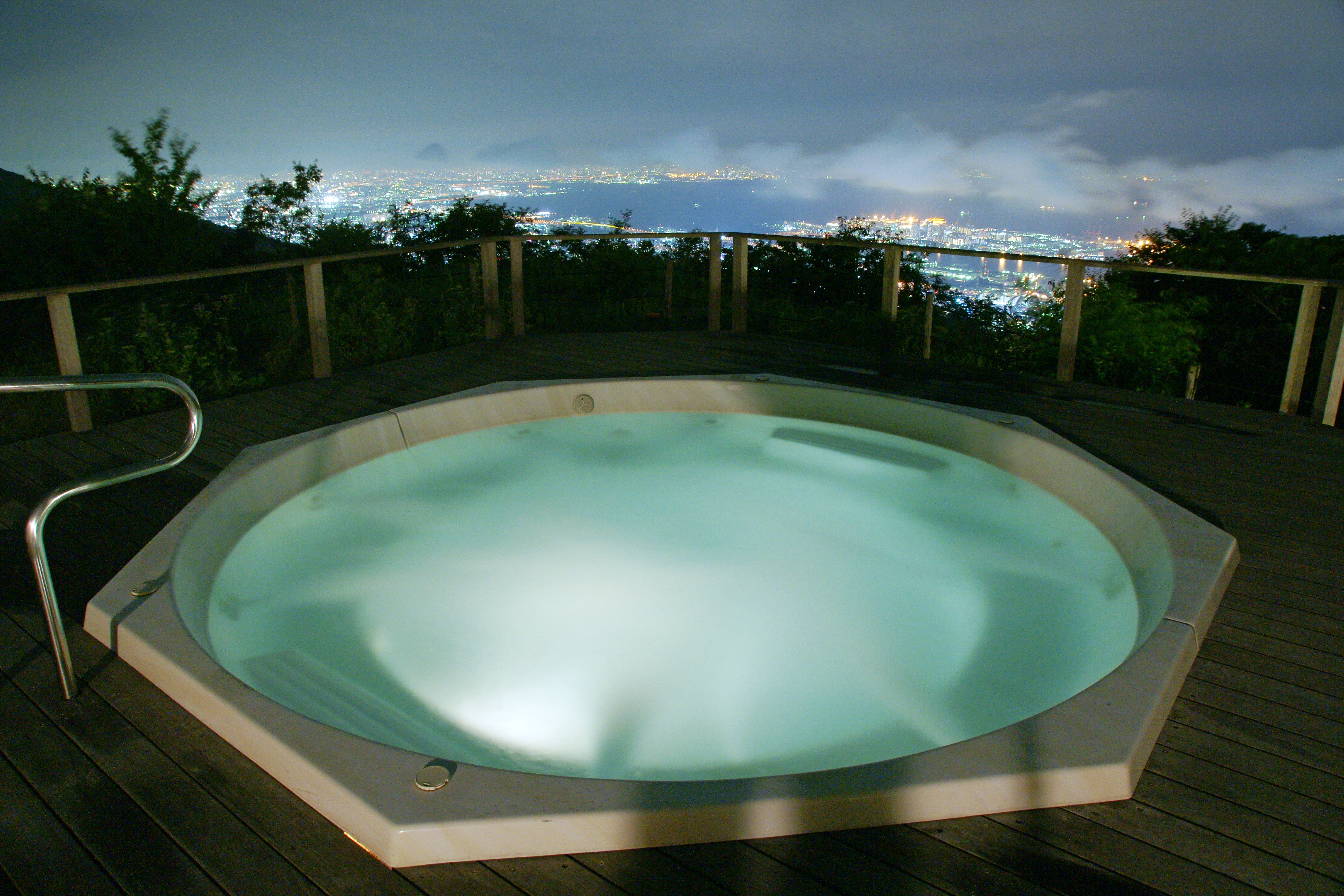
ジャグジー浴槽

### 猫足浴槽
19世紀に流行した浴槽。鋳鉄で作られ、磁器で裏打ちされた猫足は高級品と考えられていた。現在ではガラス繊維やアクリルなど化学素材の登場により、猫足浴槽の価格は下がっている。なお、このタイプの浴槽は通常のものと比べて多くの水を必要とする。あえて猫足を選択し住宅設計の中に組み込む建築家や顧客もいるため、現在でも見かけることが出来る。ただし、19世紀に流行した浴槽は既にアンティーク品と化しており、入手は難しくなっている。
猫足浴槽には大きく4種類が存在する
- クラシック・ロール・リム、もしくはロール・トップ、フラット・リム：このページの一番上にある浴槽のように、浴槽の縁が巻いてあるもの
- スリッパ：一方の端が持ち上がっていて、より快適に座れるようになっているもの
- ダブル・スリッパ：両端が持ち上がって傾斜が付いているもの
- ダブル・エンデッド：両端の浴槽に丸みがついているもの

### 台座付き浴槽
ほとんどの場合アール・デコスタイルと呼ばれる台座の上に浴槽が置かれる。このタイプの浴槽は紀元前1000年頃クレタ島で出現した。

### 幼児用浴槽
自分で座ることのできない乳幼児や幼児のための浴槽。外部から水を入れる独立したタイプや、通常の浴槽に付属しているタイプなどがある。独立タイプの浴槽は流しなどに入れて使用できるものが多い。多くは乳幼児が水面に頭をつけることのないよう、頭を支えておける場所が付属する。

### 温水浴槽
温水浴槽はリラクゼーションや治療のために用いられる浴槽である。アメリカのヒッピー時代（1967年 - 1980年）に歌や映画を通して広まった。

### 気泡浴槽
1960年代から70年代にかけてアメリカで広まったマッサージ効果を持つ浴槽。いわゆるスパや温水浴槽を含めてジャグジーと呼称することがあり、気泡浴槽もジャグジー浴槽と呼ばれることがある。浴槽内の噴出口を通して気泡が噴出されて、一般的には「ジェットバス」などと呼ばれる。

#### 当該浴槽の問題点
ノーリツ、松下電工（現・パナソニック電工）、東陶機器（現・TOTO）、日立化成工業（現・ハウステック）、INAX（現・LIXIL）が製造・販売した「ジェット噴流装置を備えた浴槽」で、入浴中に何らかのトラブル（事故）が発生した例が報告された。なかでも、INAXが1992年に、ノーリツが2000年に、それぞれ死亡事故を発生させてしまったという事例もある。

### 置き型浴槽
自立した浴槽。近年みられる浴室の大型化に伴い普及し始めた。置き型浴槽は磁器やアクリル、鋳鉄、ガラス繊維製など様々な種類が存在する。

### 柔らか浴槽
軟性素材を使用していたり、滑り止めが施されたりしている浴槽。柔らかい素材の浴槽は1970年代から発売されていたが、90年代にはいりコーラーやジャクージなど大手企業が取り扱いを始め一般化した。通常は浴室での転倒によるけがを防ぐため、子供や高齢者に向けて販売される。